# Michael Elder
Michael Aiken Elder (geboren am 30. April 1931 in London; gestorben am 28. Juli 2004 in Edinburgh) war ein britischer Schauspieler und Science-Fiction-Autor.

## Leben
Elder war der Sohn von Howard Hugh Elder, einem schottischen Arzt, und von Marjorie Eileen, geborene Adams. Er studierte Schauspiel an der Royal Academy of Dramatic Art, wo er 1951 abschloss. 1953 heiratete er die Schauspielerin Sheila Mary Donald, mit der er zwei Söhne hatte (1955 und 1958).
Er war kein berühmter, aber ein wohlbeschäftigter Schauspieler, der auf den schottischen Repertoirebühnen auftrat, insbesondere am Citizens Theatre in Glasgow und später am Gateway Theatre in Edinburgh, und in über 1000 Radiosendungen und in zahlreichen britischen Fernsehfilmen und -serien mitwirkte. Größte Bekanntheit dürfte er mit der Rolle des Dr. Alexander Wallace in der Fernsehsoap Take the High Road erlangt haben, wo er bei 98 Episoden auch Script Editor war und für 15 Episoden das Drehbuch schrieb. Außerdem schrieb er vier Romanfassungen zur Serie.
1950 hatte er einen ersten Roman, The Affair at Invergarroch, veröffentlicht. Der erste Science-Fiction-Roman, Paradise Is Not Enough, erschien aber erst 20 Jahre später. Es folgten bis 1978 weitere 14 SF-Romane, darunter die Barclay-Reihe, eine Folge von fünf Space-Opera-Romanen: Nowhere on Earth (1972), The Perfumed Planet (1973), Down to Earth (1973), The Seeds of Frenzy (1974) und The Island of the Dead (1975). Das Großteil der SF-Romane erschien bei Hale Science Fiction und John Clute beschreibt Elders Romane als „griesgrämig aber doch liebenswürdig“ und bescheinigt ihnen eine deutlich das Niveau der sonstigen Hale-Romane übersteigende Qualität.
Auf Deutsch erschienen ist der Roman Die fremde Erde, in der es um einen auf der vorzeitlichen Erde gestrandeten außerirdischen Astronauten geht.

## Bibliographie
Romane
- The Affair at Invergarroch (1950)
- The Phantom in the Wings (1957)
- Paradise Is Not Enough (1970)
- The Alien Earth (1971)
  - Deutsch: Die fremde Erde. Goldmanns Weltraum Taschenbücher #0142, 1972, ISBN 3-442-23142-6.
- Nowhere on Earth (1972)
- The Everlasting Man (1972)
- Down to Earth (1973)
- The Perfumed Planet (1973, auch als Flight to Terror)
- A Different World (1974)
- The Seeds of Frenzy (1974)
- Centaurian Quest (1975)
- The Island of the Dead (1975)
- Double Time (1976)
- Mindslip (1976)
- Oil-Seeker (1977)
- Mindquest (1978)
- Oil-Planet (1978)

High Road-Romanfassungen
- Danger in the Glen (1984)
- Mist on the moorland (1985)
- The Man from France (1986)
- The Last of the Lairds (1987)

Sachbuch
- 10 Years of Take the High Road (1990)

## Filmografie
- 1954: Knock (Fernsehfilm)
- 1956: The Glen Is Mine (Fernsehfilm)
- 1956: Henrietta, M.D. (Fernsehfilm)
- 1959: The Highlander (Fernsehfilm)
- 1962: The Master of Ballantrae (Fernsehserie)
- 1963: Suspense (Fernsehserie)
- 1964: Madame Bovary (Fernsehserie)
- 1966: This Man Craig (Fernsehserie)
- 1967: The Revenue Men (Fernsehserie)
- 1963–1970: Dr. Finlay's Casebook (Fernsehserie)
- 1971: The View from Daniel Pike (Fernsehserie)
- 1972: The Scobie Man (Fernsehserie)
- 1972: Adam Smith (Fernsehserie)
- 1973: Come Away In (Kurzfilm)
- 1973: Weir of Hermiston (Fernsehserie)
- 1973: Crown Court (Fernsehserie)
- 1973: Sam (Fernsehserie)
- 1974: The Vital Spark (Fernsehserie)
- 1974: The Camerons
- 1975: Edward the King (Fernsehserie)
- 1975: Sutherland's Law (Fernsehserie)
- 1975: Five Red Herrings (Miniserie)
- 1976: Garnock Way (Fernsehserie)
- 1976: The Flight of the Heron (Fernsehserie)
- 1977: The Mackinnons (Fernsehserie)
- 1978: The Prime of Miss Jean Brodie (Fernsehserie)
- 1978: The Standard (Fernsehserie)
- 1980: Airport Chaplain (Fernsehserie)
- 1980: Between the Covers (Fernsehfilm)
- 1980: Play for Today (Fernsehserie)
- 1980: Square Mile of Murder (Fernsehserie)
- 1983: Skorpion (Miniserie)
- 1983: The Mad Death (Miniserie)
- 1984: Murder Not Proven? (Fernsehserie)
- 1987–1993: Take the High Road (Fernsehserie)
- 1996–1997: Taggart (Fernsehserie)
- 2001: Rebus (Fernsehserie)
- 2002: Monarch of the Glen (Fernsehserie)
- 2004: The Last Noel (Kurzfilm)